# Chemnitzaue bei Draisdorf
Das Naturschutzgebiet (NSG) Chemnitzaue bei Draisdorf liegt in der kreisfreien Stadt Chemnitz in Sachsen. Das 83,8 ha große Gebiet mit der NSG-Nr. C 103, das im Jahr 2015 als Naturschutzgebiet ausgewiesen wurde, liegt im nordwestlichen Stadtbereich von Chemnitz östlich von Wittgensdorf und westlich von Draisdorf entlang der Chemnitz. Am östlichen Rand des Gebietes verläuft die B 107 und am südöstlichen Rand die A 4.